# هرمان تسيمر
هرمان تسيمر (بالألمانية: Hermann Zimmer )‏ (و. 1867 – 1928 م) هو سياسي، من ألمانيا، كان عضوًا في الحزب الديمقراطي الاجتماعي الألماني، توفي في فروتسواف، عن عمر يناهز 61 عاماً.

## مناصب
تولى منصب عضو مجلس الشورى الموحد بروسيا.